# Trajko Rajković
Trajko Rajkovic, en serbio Трајко Рајковић, fue un jugador de baloncesto serbio. Nació el 7 de diciembre de 1937, en Leskovac, RFS Yugoslavia y murió el 28 de mayo de 1970. Consiguió 7 medallas en competiciones internacionales con Yugoslavia.  Fallecía tres días después de ganar el Mundial de Yugoslavia 1970 de un paro cardiaco. Rajkovic campeón liguero en tres ocasiones con el OKK Belgrado, compartía en cierta forma destino con un Radivoj Korac, fallecido de accidente de tráfico varios meses antes del Mundial, y con el que había coincido en la LEGA italiana donde, curiosamente, se habían sucedido como los respectivos máximos anotadores (Rajkovic en el 68 con el Livorno y Korac con el Padova en el 69).